# Shimaoka Kenta
Kenta Shimaoka (sinh ngày 26 tháng 7 năm 1973) là một cầu thủ bóng đá người Nhật Bản.

## Sự nghiệp câu lạc bộ
Kenta Shimaoka đã từng chơi cho Sagan Tosu.